# Præsidentvalget i USA 1848
Præsidentvalget i USA 1848 var det 16. præsidentvalg i USA, der blev afholdt tirsdag den 7. november 1848. I kølvandet på den mexicansk-amerikanske krig besejrede general Zachary Taylor fra Whigpartiet senator Lewis Cass fra Det Demokratiske Parti.
På trods af Taylors uklare politiske tilhørsforhold og overbevisninger, og den generelle Whig-modstand mod den mexicansk-amerikanske krig, nominerede Whigpartiet den populære general – fremfor at nominere partiets trofaste Whig-partimedlemmer såsom Henry Clay og Daniel Webster. Som vicepræsident nominerede Whigpartiet Millard Fillmore, en New York Whig kendt for sine moderate synspunkter om slaveri. Den siddende præsident James K. Polk – en demokrat – forfulgte sit løfte om ikke at søge genvalg. Den demokratiske nationale konvent i 1848 nominerede senator Lewis Cass fra Michigan som præsidentkandidat, efter at den tidligere præsident Martin Van Buren trak sit kandidatur grundet uenighed om politik og platform. Van Buren valgte i stedet at forlade Det Demokratiske Parti for i stedet af blive Free Soil Party's præsidentkandidat. Free Soil modsatte sig udvidelsen af slaveriet til territorierne.
Valget af Zachary Taylor i Whigpartiet blev truffet næsten af desperation; han havde således ikke udvist entydig støtte til Whig-principperne, men han var populær grundet hans krigsindsats og lederskab. Demokraterne havde en historik for at øge velstanden, ligesom de havde erhvervet den mexicanske cession (territoriet som i dag repræsenterer det sydvestlige USA) og dele af Oregon-landet. Det virkede næsten sikkert, at demokraterne ville vinde, medmindre Whigpartiet valgte Taylor. Taylor vandt størstedelen af vælgerstemmerne og et flertal af valgmandsstemmerne, mens Van Buren vandt 10,1% af vælgerstemmerne, hvilket var et stærkt resultat for en tredjepartskandidat.
Taylors sejr gjorde ham til den anden af to whigger, der vandt et præsidentvalg, efter William Henry Harrisons sejr i præsidentvalget i 1840. Ligesom Harrison døde Taylor under sin præsidentperiode, og han blev efterfulgt af vicepræsident Fillmore.

### Primære kilder
- Chester, Edward W En guide til politiske platforme (1977) online
- Porter, Kirk H. og Donald Bruce Johnson, red. Nationale partiplatforme, 1840-1964 (1965) online 1840-1956
- Serio, Anne Marie. Politiske tegnefilm i valgkampen i 1848 (1972) online

## Eksterne links
- Præsidentvalg i 1848: En ressourcevejledning fra Library of Congress
- 1848 folkeafstemning efter amter
- Populære resultater fra 1848-valg stat-for-stat Arkiveret 30. september 2007 hos  Wayback Machine
- Valg af 1848 i Counting the Votes Arkiveret 3. december 2017 hos  Wayback Machine